# Segunda División de Hong Kong
La Segunda División de Hong Kong, es el tercer nivel del fútbol en Hong Kong, fundada en 1909. 
Se promueve al campeón y al subcampeón a la Primera División de Hong Kong.

## Equipos de la temporada 2023-24
| Club                                 | Ciudad       |
| ------------------------------------ | ------------ |
| Wofoo Social Enterprises             | Mong Kok     |
| Tuen Mun SA                          | Tuen Mun     |
| Lucky Mile                           | Happy Valley |
| Wan Chai                             | Happy Valley |
| Yau Tsim Mong                        | Kowloon      |
| Kwun Tong                            | Kowloon      |
| Sun Hei                              | Kowloon      |
| Tung Sing                            | Kowloon      |
| Kowloon Cricket Club                 | Kowloon      |
| Fu Moon                              |              |
| Wing Go                              | Tsuen Wan    |
| Mutual                               | Wan Chai     |
| Kwai Tsing                           | Tsin Yi      |
| Kwong Wah                            |              |
| Leaper                               | Kwun Tong    |
| Chelsea FC Soccer School (Hong Kong) | Kwun Tong    |